# کوپان

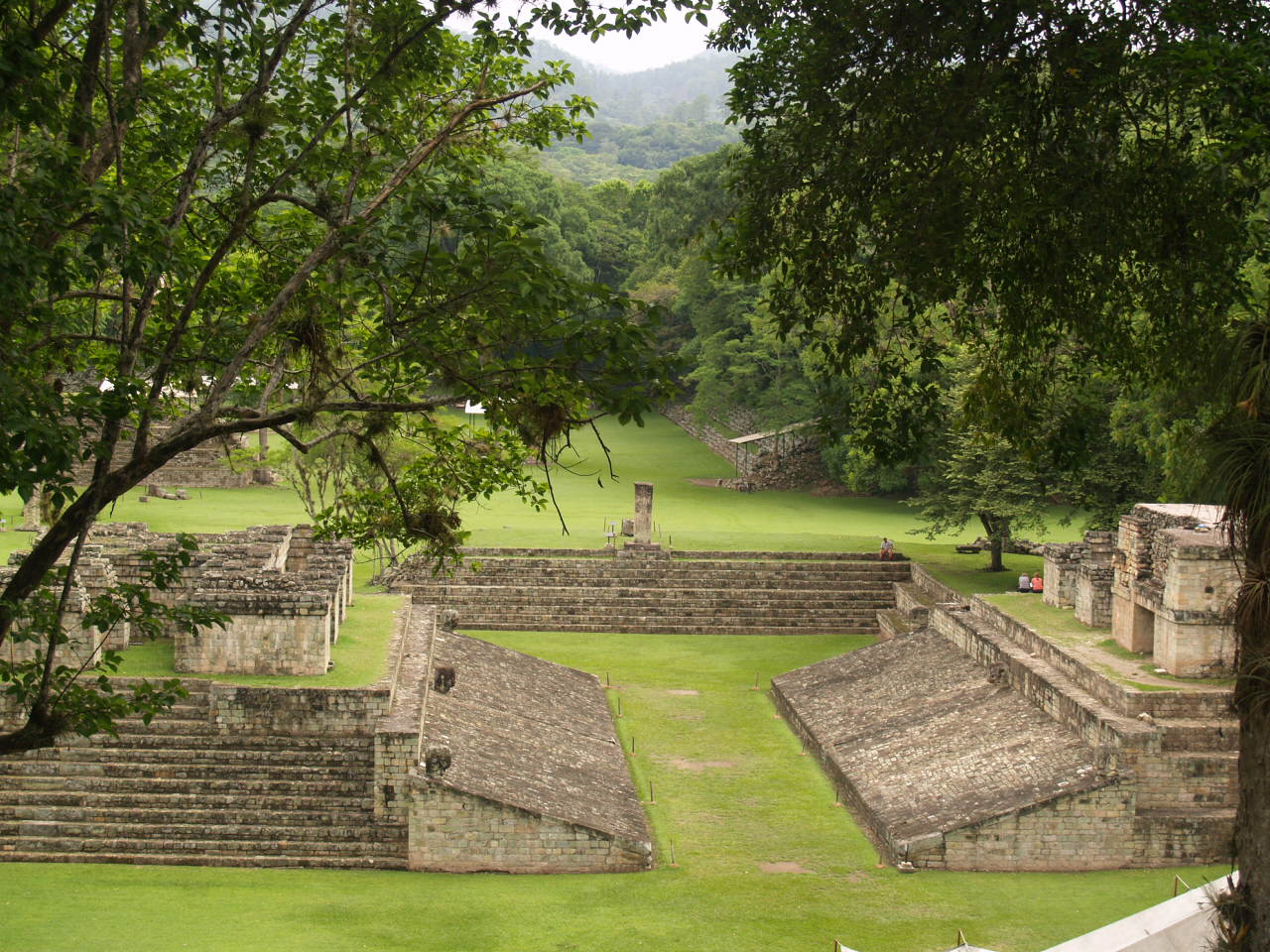
زمین بازی مایاها در شهر کوپان که نوعی بازی توپی در آن برگزار می‌شده است. این بنا به قرن هشتم میلادی تعلق دارد.

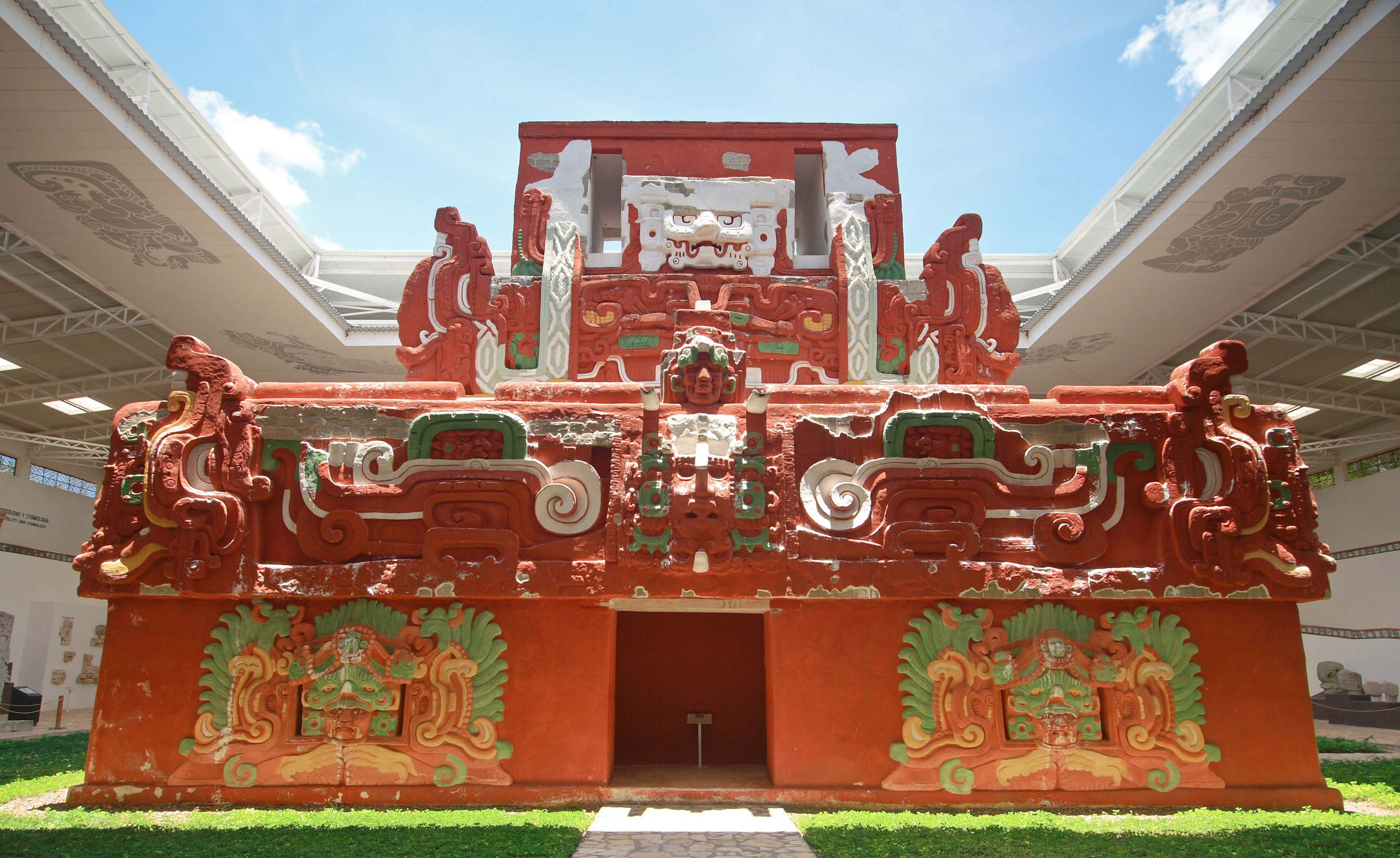
یک بنای باستانی متعلق به شهر کوپان.

کوپان نام یکی از شهرهای مایاهای باستان بوده که منطقه باستانی آن امروز در خاک کشور هندوراس قرار دارد. شهر کوپان در پایان دوران رشد و شکوفایی تمدن مایاها حدود بیست و یک هزار نفر جمعیت داشته است. بناهای زیادی از تمدن مایاهای باستان در این شهر بدست آمده است.